# Lars Leijonborg

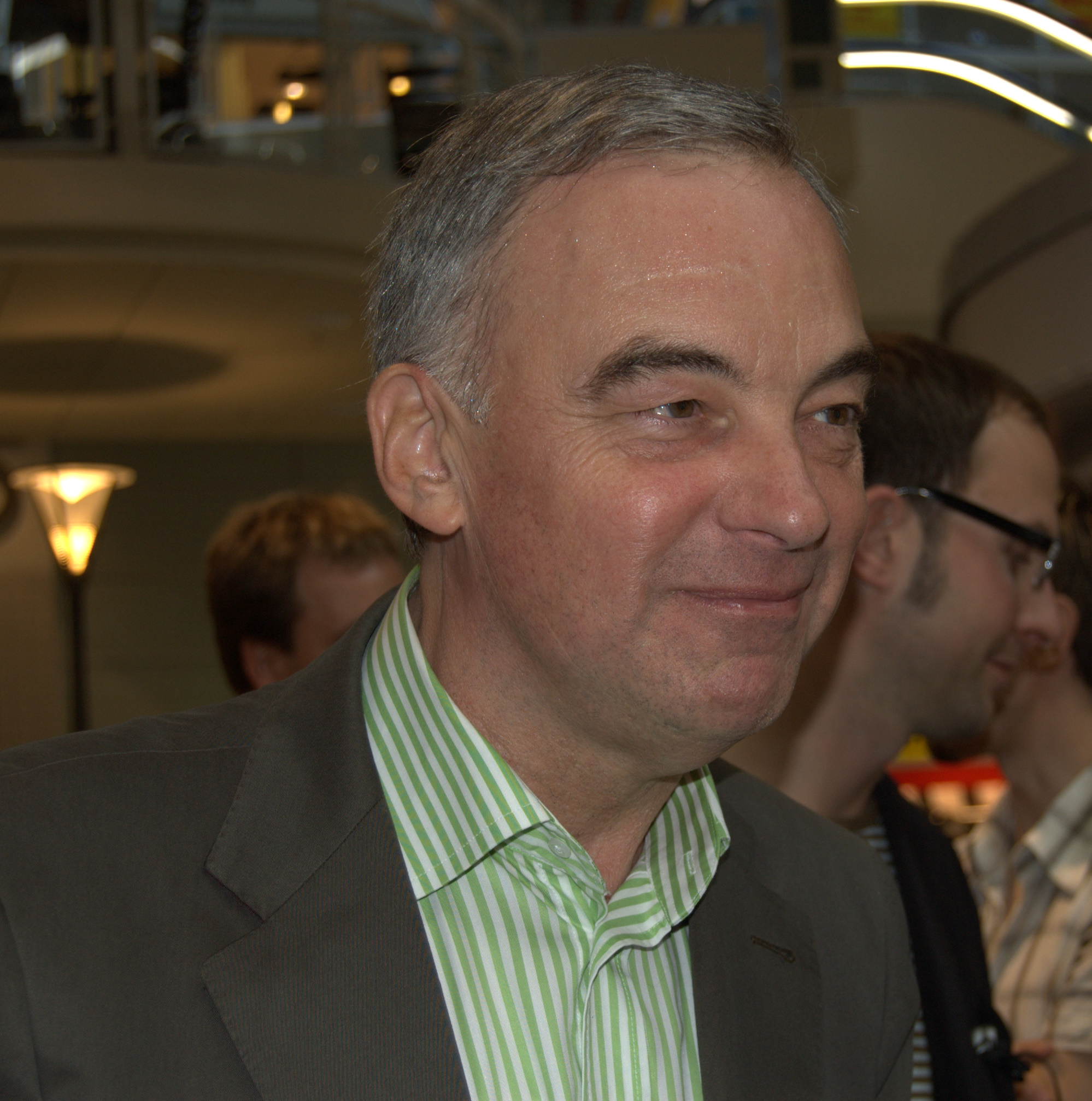
Lars Leijonborg (2006)

Lars Erik Ansgar Leijonborg (* 21. November 1949 in Täby, Stockholms län) ist ein schwedischer Politiker der Liberalerna, deren Vorsitzender er zwischen 1997 und 2007 war. Vom 6. Oktober 2006 bis zum 18. Juni 2009 war er Minister für Hochschul- und Forschungsfragen in der schwedischen Regierung (2006–2007 Chef des Bildungsministeriums). Von 1985 bis 2009 war er Abgeordneter des schwedischen Reichstages.

## Leben
Leijonborg wuchs in Solna außerhalb von Stockholm auf. 1971 wurde er zum Vorsitzenden des Jugendverbands LUF (damals FPU) gewählt. Drei Jahre später beendete er sein Studium. Nach dem Studium war er als politischer Beamter, Journalist und Berater tätig. Unter anderem war er zwischen 1980 und 83 Parteisekretär der damaligen Folkpartiet, Chefredakteur der Zeitung NU von 1983 bis 1984 und zwischen 1984 und 1990 Berater der Svenska ManagementGruppen.
1985 wurde er in den Reichstag gewählt und fünf Jahre später wurde er zum zweiten Vizevorsitzenden der Folkpartiet gewählt. Nach der Wahl zum Reichstag 1991 wurde er zum Fraktionsleiter gewählt. Am 15. März 1997 wurde er schließlich zum Parteivorsitzenden gewählt und trat damit die Nachfolge von Maria Leissner an.
Der Erfolg der Folkpartiet bei den Reichstagswahlen 2002 bedeutete auch einen großen persönlichen Erfolg für Leijonborg, der daraufhin versuchte, eine Minderheitskoalition mit drei bürgerlichen Parteien und den Grünen unter seiner Leitung zustande zu bringen. Obwohl die Grünen überraschend großes Interesse zeigten und regelrechte Verhandlungen tagelang geführt wurden, scheiterte der Versuch, und die sozialdemokratische Regierung unter Göran Persson konnte letztendlich mit Unterstützung der Grünen und der Linkspartei weiter regieren.
Leijonborg war zwischen 1992 und 2004 mit der Parteikollegin Lotta Edholm verheiratet. Er hat zwei Söhne.

## Reichstagswahl 2006
Gemeinsam mit Fredrik Reinfeldt, dem Spitzenkandidaten der bürgerlichen Allianz für Schweden (Moderata samlingspartiet, Kristdemokraterna, Centerpartiet und Folkpartiet liberalerna), trat er gegen Göran Persson an. Trotz erheblicher Verluste für Folkpartiet, die nicht zuletzt darauf zurückzuführen sind, dass sich einzelne Mitarbeiter von Folkpartiet in das Intranet der Sozialdemokraten einloggten und dieses ausspionierten, erreichte die Allianz für Schweden eine knappe Mehrheit im Reichstag. In der neuen Regierung Fredrik Reinfeldts wurde Lars Leijonborg zum Bildungsminister ernannt. In den ersten Monaten in diesem Amt setzte sich Leijonborg unter anderem dafür ein, das schwedische Lehramtsstudium zu reformieren und dem Bologna-Prozess anzupassen.
2007 trat Leijonborg als Parteivorsitzender zurück und übergab seinem Nachfolger in diesem Amt Jan Björklund auch die formale Leitung des Bildungsministeriums und damit den Titel des Bildungsministers. Leijonborg blieb jedoch in der Regierung und behielt seine sachpolitischen Aufgaben als Minister für Hochschul- und Forschungsfragen bei.
Am 11. Juni 2009 erklärte Lars Leijonborg, dass er von seinem Amt als Hochschul- und Forschungsminister zurücktritt und in der Reichstagswahl 2010 nicht mehr kandidieren wird. Sein Amtsnachfolger als Hochschul- und Forschungsminister ist Tobias Krantz.